# Bouée
Bouée is een gemeente in Frankrijk in het departement Loire-Atlantique in de regio Pays de la Loire. De gemeente telde 1.100 inwoners op 1 januari 2022.

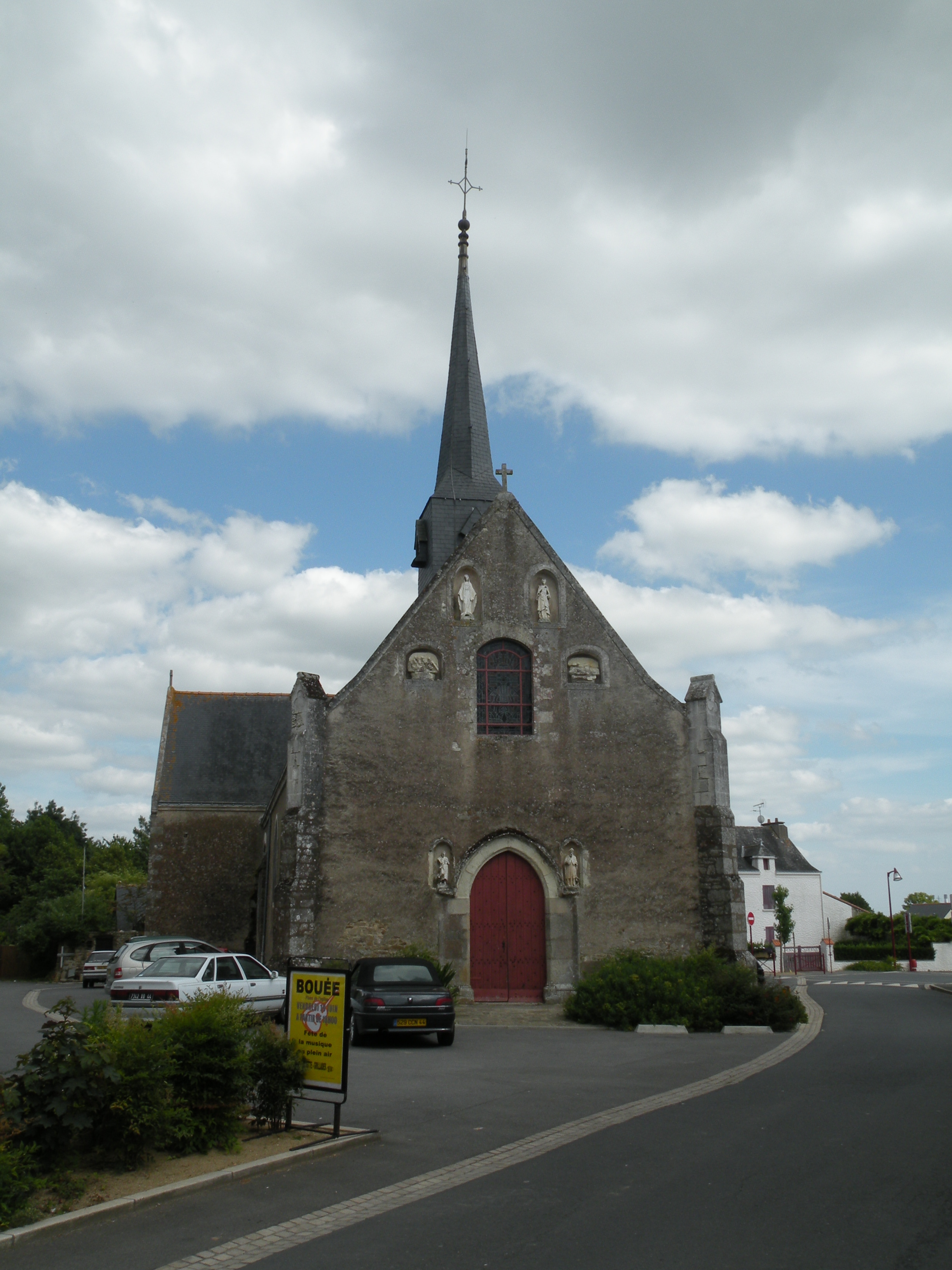

## Geografie
De oppervlakte van Bouée bedroeg op 1 januari 2022 21,29 vierkante kilometer; de bevolkingsdichtheid was toen 51,7 inwoners per km².

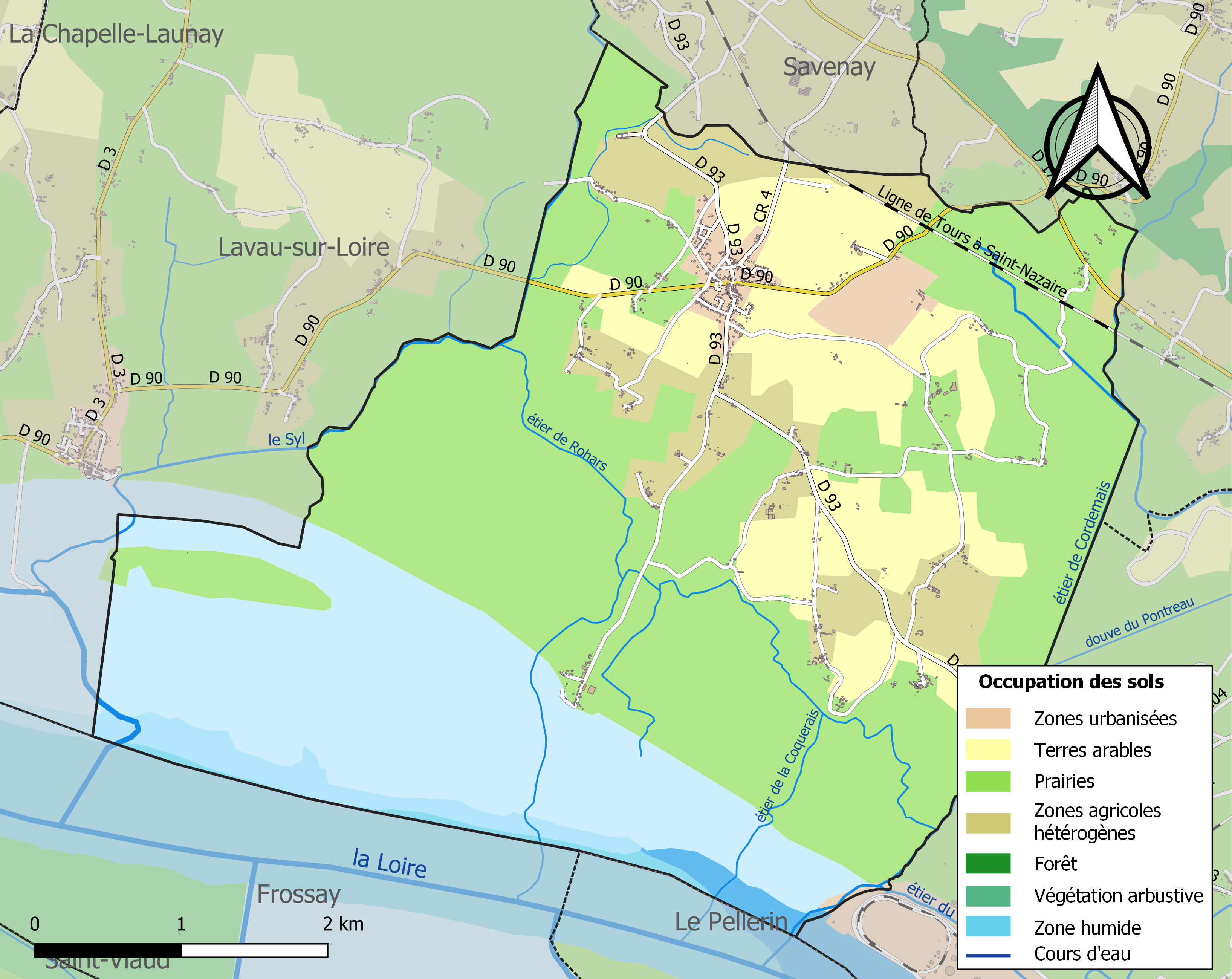
Kaart van de gemeente met de belangrijkste infrastructuur, bodemgebruik en omliggende gemeenten

## Demografie
Nevenstaande figuur toont het verloop van het inwonertal (bron: INSEE-tellingen).